# TCDD 57 01–04
Die Baureihe 5701 (auch als 57.01 bezeichnet) der Türkischen Staatsbahn (TCDD) ist eine Tenderlokomotive für den Schubdienst mit der Achsfolge 1’E1’.

## Geschichte
Die Lokomotiven wurden als letzte neue Baureihe von Hauptstreckendampflokomotiven für die TCDD entwickelt. Zwei wurden 1951 bei Henschel und zwei 1952 bei Jung basierend auf der deutschen DR-Baureihe 85 gebaut. Neben den gebraucht aus Frankreich übernommenen und als TCDD 56 701–748 eingeordneten Lokomotiven der ehemaligen DR-Baureihe 44 sind diese Lokomotiven die einzigen von der TCDD beschafften Dreizylinderlokomotiven.
Stationiert wurden die vier Maschinen in Bilecik. Sie versahen von dort den schweren Rampendienst als Schublokomotive auf dem 16 Kilometer langen und bis zu 25 ‰ steilen Abschnitt nach Karaköy. Diese Rampe führt die 1892 als Anatolische Eisenbahn eröffnete wichtige Hauptstrecke zwischen Istanbul und Ankara von der Südküste des Marmarameeres auf die Anatolische Hochebene. Diesen Dienst versahen sie bis zum Sommer 1972, anschließend wurden sie noch einige Jahre im Rangierbetrieb eingesetzt, zuletzt die 57.01 in schlechtem Zustand (ohne funktionsfähigen Innenzylinder) in Tavşanlı. Sie wurden bis Ende der 1970er Jahre außer Dienst gestellt. Die erste Lokomotive dieser Baureihe, die 57.01, blieb im Eisenbahnmuseum Çamlık erhalten.

## Technische Merkmale
Gegenüber der Baureihe 85 erhielten ihre türkischen Pendants etwas kleinere Zylinder, dafür wurde der Kessel sowohl hinsichtlich der Rostfläche, der Feuerbüchse als auch der Kessellänge etwas größer ausgeführt. Mit 136 Tonnen Dienstgewicht sind sie etwas schwerer als die Lokomotiven der Baureihe 85. Ungewöhnlich für den vorgesehenen Einsatzzweck im relativ langsamen Rampenbetrieb war die Ausrüstung mit zwei schmalen Windleitblechen auf der Rauchkammer neben dem Schornstein. Für den Schubbetrieb ebenfalls ungewöhnlich waren die ursprünglich unter der vorderen Pufferbohle angebrachten Kuhfänger.
Analog zur Baureihe 85 waren die Lokomotiven mit einem Barrenrahmen ausgeführt. Das Laufwerk war in seinen Achsständen und Raddurchmessern ebenfalls mit der Baureihe 85 identisch. Vor- und Nachlaufachse wurden mit der ersten bzw. letzten Kuppelachse zu einem Krauss-Helmholtz-Gestell vereinigt. Die Außenzylinder trieben die dritte Kuppelachse an, der Innenzylinder die zweite Kuppelachse. Die mittlere Kuppelachse erhielt einen um 15 Millimeter geschwächten Spurkranz.